# Tillandsia 'Cooran'
Tillandsia 'Cooran' es un  cultivar híbrido del género Tillandsia perteneciente a la familia  Bromeliaceae.
Es un híbrido creado en el año 1997 con la especie Tillandsia jucunda × Tillandsia stricta.